# Global Coral Reef Alliance
Die Global Coral Reef Alliance (GCRA) ist eine Non-Profit-Organisation. Sie wurde im Jahre 1990 von ihrem derzeitigen Präsidenten, Thomas J. Goreau gegründet. Die GCRA ist eine Stiftung. Mitglieder sind Wissenschaftler, Taucher, Umweltschützer und weitere Personen und Organisationen, die sich für die Bewahrung der Korallenriffe einsetzen. Die GCRA arbeitet mit Stiftungen, Regierungen oder privaten Unternehmen zusammen.

## Finanzierung
Die Organisation finanziert sich durch Spenden. Alle Einnahmen gehen laut eigener Aussage zu 100 Prozent direkt in die Erforschung, den Bau und die Restaurierung von Korallenriffen rund um die Welt.

## Schutz und Wiederherstellung von Korallenriffen
Die Organisation konzentriert sich in erster Linie auf die Wiederherstellung geschädigter Korallenriffe. Sie erforscht marine Krankheiten und andere Probleme, die durch die globale Klimaveränderung auftreten, wie z. B. Umweltverschmutzung. Sie nutzt die Biorock-Technologie zur Wiederherstellung beschädigter oder abgestorbener Riffe. Diese Technologie ermöglicht dem Ökosystem Korallenriff eine Erholung von Schäden durch übermäßigen Nährstoffeintrag, globale Erwärmung und physische Vernichtung.

## Weltweiter Einsatz
Die Biorock-Technologie wurde entwickelt von Wolf Hilbertz und erfolgreich angewandt bei der Erstellung künstlicher Korallenriffe, Riffe für die Fischzucht, den Tourismus und als Wellenbrecher zum Schutz von Inseln und Küstengebieten vor Erosion. Korallenriffe, die mit der Biorock-Technologie erstellt wurden, wachsen auf den Malediven, Seychellen, in Thailand, Indonesien, Papua-Neuguinea, Mexiko, Panama und in einem der entlegensten und unerforschtesten Riffe der Welt, Saya de Malha im Indischen Ozean. Das lizenzierte Verfahren der Mineralakkretion ist geistiges Eigentum der GRCA und wurde im Jahre 1996 patentiert.